# Selos de Portugal
A categoria Selos de Portugal inclui não só os selos emitidos em Portugal para circulação no país, como também os selos emitidos ou as sobrecargas de selos de Portugal para circulação nas antigas Colónias do Ultramar, até cerca de 1974.

## Selos de Portugal
Emissões comemorativas
- Monarquia
- República - 1910-1949
- República - 1950-1974
- República - 1975-1989
- República - 1990-1999
- República - 2000-2009

Emissões base
- Emissões base

Outras emissões
- Blocos
- Etiquetas
- Vinhetas

Outros
- Reimpressões
- Provas
- Erros
- Falsos

## Selos de Portugal - Colónias
Emissões base e comemorativas
- Açores
- Angra
- Madeira
- Funchal
- Macau
- Angola
- Cabo Verde
- Guiné
- Índia
- Moçambique
- Compª Moçambique
- São Tomé e Príncipe
- Timor
- Zambézia
- Lourenço Marques
- Inhambane
- Compª do Niassa
- Quionga
- Tete
- Quelimane

Outros
- Reimpressões
- Provas
- Erros
- Falsos